# Metropolitano de Munique

U-Bahn

O Metro de Munique é um sistema de metropolitano. O seu nome original é "U-Bahn München", e serve a cidade de Munique, Alemanha.
O sistema conta com uma rede de trilhos com 91 km, 93 estações em seis linhas distintas. Em 2013, o Metro de Munique transportou 384 milhões de passageiros.

## Ligações externas

Sistema de Metro Munique

## Linhas
| Linha | Percurso                                         | Comprimento | Número de estações | Distância média entre estações                  |
| ----- | ------------------------------------------------ | ----------- | ------------------ | ----------------------------------------------- |
| U1    | Olympia-Einkaufszentrum – Mangfallplatz          | 12,185 km   | 15                 | 870 m                                           |
| U2    | Feldmoching – Messestadt Ost                     | 24,377 km   | 27                 | 938 m                                           |
| U3    | Moosach – Fürstenried West                       | 21,444 km   | 25                 | 800 m                                           |
| U4    | Westendstraße – Arabellapark                     | 9,245 km    | 13                 | 770 m                                           |
| U5    | Laimer Platz – Neuperlach Süd                    | 15,435 km   | 18                 | 908 m                                           |
| U6    | Garching Forschungszentrum – Klinikum Großhadern | 27,416 km   | 26                 | 1097 m (860 m dentro da área urbana de Munique) |